# Thomas H. Collins

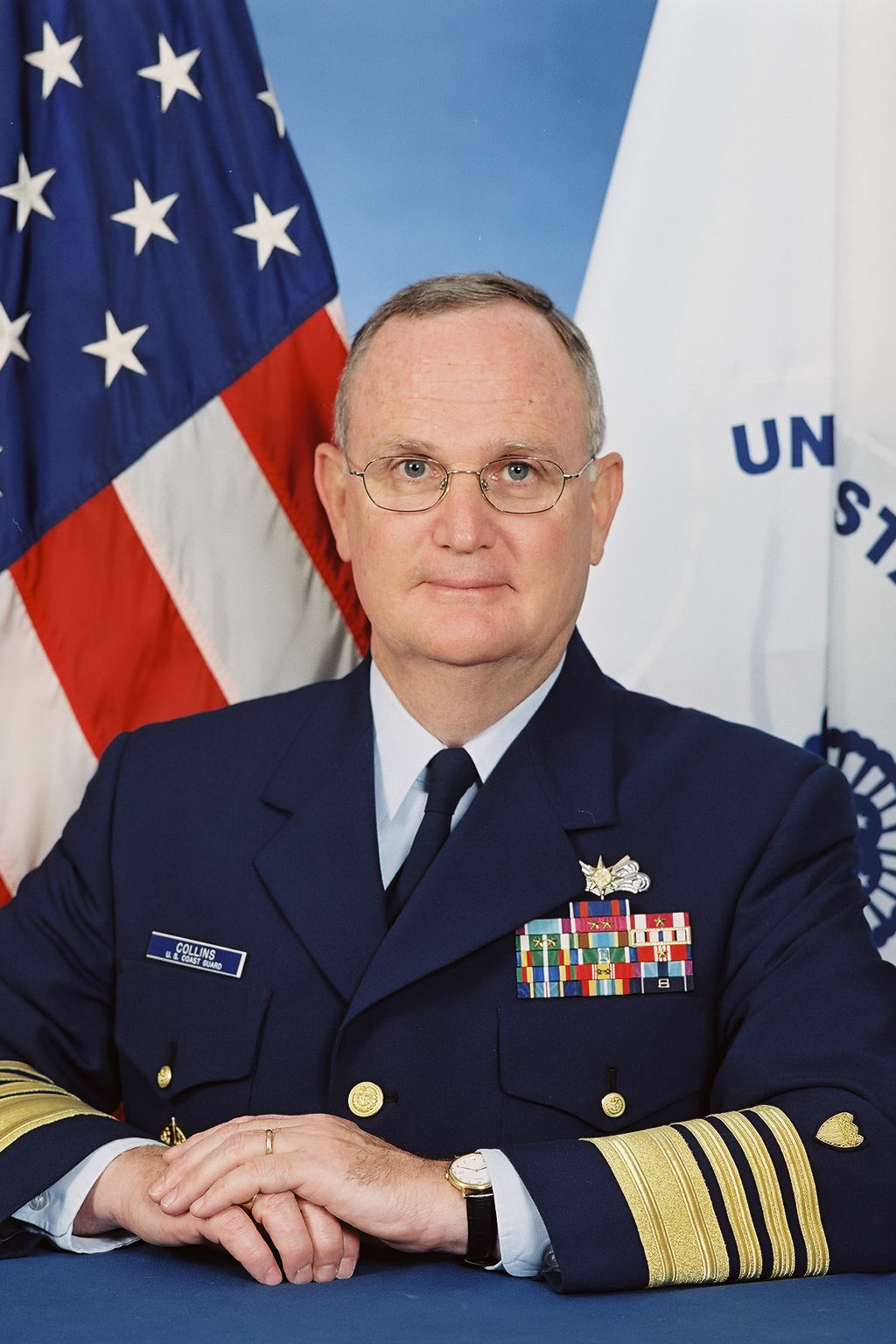
Admiral Thomas H. Collins

Thomas H. Collins (* 25. Juni 1946 in Stoughton, Massachusetts) ist ein ehemaliger US-amerikanischer Admiral und Commandant of the Coast Guard.

## Leben
Nach dem Schulbesuch studierte Collins an der US Coast Guard Academy in New London (Connecticut), schloss diese im Jahr 1968 ab und trat dann in die US Coast Guard ein. Ein anschließendes postgraduales Studium der sogenannten „Liberal Arts“ (Sieben Freie Künste) an der Wesleyan University beendete er 1972 mit einem Master of Arts (M.A. Liberal Studies). Darüber hinaus studierte er Betriebswirtschaftslehre an der University of New Haven und erwarb dort 1976 einen Master of Business Administration (M.B.A.).
Während seiner langjährigen militärischen Laufbahn erfolgte 1994 seine Beförderung zum Konteradmiral und die Ernennung zum Kommandeur des 14. US Coast Guard-Bezirks im Pazifikraum (Pacific Area) in Honolulu. Anschließend war er Chef des Beschaffungsamtes der US Coast Guard, ehe er 1998 als Vizeadmiral Kommandeur der Pacific Area sowie Kommandeur 11. Bezirks der US Coast Guard im Pazifikraum wurde. Nachdem er zwischen 2000 und 2002 Vizekommandant war, wurde er im Juni 2002 als Nachfolger von Admiral James Loy Commandant of the US Coast Guard und ebenfalls zum Admiral befördert. Diesen Posten bekleidete er bis zu seiner Ablösung durch Thad W. Allen im Jahr 2006.
Für seine Verdienste wurde er unter anderem mit dem Legion of Merit, Meritorious Service Medal und die Coast Guard Distinguished Service Medal ausgezeichnet.
Nach Beendigung seiner aktiven Militärdienstzeit wurde er Direktor der USIS Holding Corporation.